# Dryope flaveola

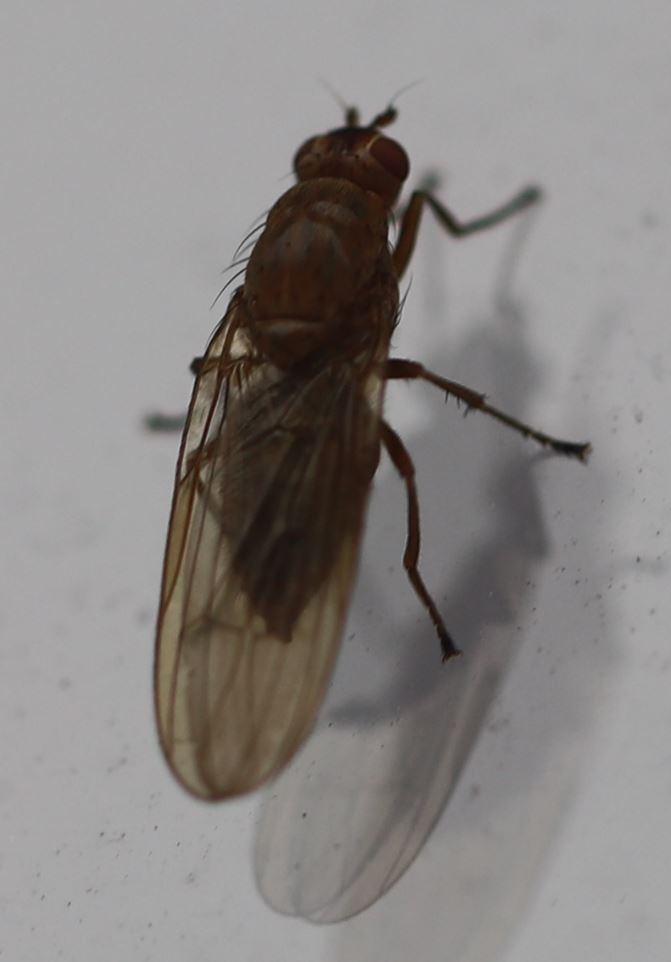
Herbstgeneration

Dryope flaveola ist eine Fliege aus der Familie der Baumfliegen (Dryomyzidae), einer artenarmen Familie mit lediglich vier Vertretern in Europa. Bis vor wenigen Jahren war die Art noch als Dryomyza flaveola bekannt.

## Merkmale
Die mittelgroßen Fliegen erreichen eine Länge von 8–10 mm. Sie besitzen auffallend lange Flügel. Die im Sommerhalbjahr beobachteten Fliegen sind gelbrot gefärbt, während die im Spätherbst und im Winter deutlich dunkler sind. Im Gegensatz zu Dryomyza anilis fehlen bei Dryope flaveola entlang der gesamten Länge der Flügelader R1 Setae (Borsten). Außerdem weisen die Flügel von Dryope flaveola keine dunkel gesäumten Queradern auf.

## Verbreitung
Dryope flaveola ist in weiten Teilen Europas verbreitet. Ihr Vorkommen erstreckt sich von Fennoskandinavien und den Britischen Inseln im Norden bis in den Mittelmeerraum. Auf den Kanarischen Inseln ist die Art ebenfalls vertreten.

## Lebensweise
Dryope flaveola bildet mindestens zwei Generationen im Jahr. Man beobachtet die Fliegen fast das ganze Jahr. Den typischen Lebensraum der Fliegen bilden feuchte Wälder. Die Larven ernähren sich von verrottendem pflanzlichem und organischem Material.

## Taxonomie
In der Literatur finden sich folgende Synonyme:
- Musca flaveola Fabricius, 1794
- Dryomyza flaveola (Fabricius, 1794)
- Dryomiza flaveola
- Dryope communis Robineau-Desvoidy, 1830
- Dryomyza fuscicornis Meigen, 1838
- Dryomyza mollis Haliday, 1833
- Dryomyza vetula Fallén, 1820
- Dryomyza zawadskii Schummel, 1834